# 密宗祭坛
密宗祭坛(曼荼羅)，是藏传佛教密宗加持的项目之一。奉献坛场是信徒的义务。
坛场是以不同颜色设计绘制的神秘图案曼陀罗，是佛教理想的坛城，代表佛的宫殿。坛城种类常见的有：怖畏金刚、集密、胜乐、马头明王、喜金刚、三十七尊遍照佛、十一首观音等。
坛城的主要用途在于：观修、灌顶。